# Chaturbate
Chaturbate è un sito web per adulti, in cui è possibile chattare gratuitamente con migliaia di donne o uomini suddivisi in varie categorie, oppure eventualmente parlare con loro in privato dietro una forma di abbonamento.
All'interno del sito vengono effettuate esibizioni dal vivo in webcam, tipicamente con scene di nudo o attività sessuale che vanno dallo spogliarello a contenuti espliciti per adulti. Ad ottobre 2020 Chaturbate era il 65° sito web al mondo e il 5° sito per adulti più popolare.
Chaturbate è una parola macedonia formata da "chat" e "masturbarsi". Gli spettatori possono guardare gratuitamente (ad eccezione degli spettacoli privati), ma possono pagare attraverso un sistema di "mance" chiamate "tips" o "token", in base alle richieste di chi sta effettuando l'esibizione. Il sito stesso guadagna trattenendo circa il 40% di queste mance.
A novembre 2019 il sito si è classificato al 22º posto nella classifica globale di Alexa ed era il più grande sito di webcamming per adulti insieme a BongaCams e LiveJasmin. Si stima che il sito abbia circa 4,1 milioni di visitatori singoli ogni mese.